# Campus area network
CAN is de afkorting voor Campus Area Network. Het betreft een computernetwerk verspreid over een aantal gebouwen binnen een enkele organisatie of instelling. Vaak is dit een universiteitsnetwerk, maar het kan bijvoorbeeld ook een militair computernetwerk zijn (meestal binnen één kazerne).
Een CAN is in feite een zeer groot LAN, maar hoeft nog niet de grootte/afstand van een compleet stedelijk gebied te hebben (een MAN). De term wordt zeer weinig gebruikt; meestal heeft men het over (korte) WAN-verbindingen.